# Armée de l'air srilankaise
La Force aérienne du Sri Lanka (Anglais: Sri Lanka Air Force (SLAF), Sinhala: ශ්‍රි ලංකා ගුවන් හමුදාව Sri Lanka Guwan Hamudawa) est la branche aérienne des forces armées du Sri Lanka. Elle fut fondée en 1951 et son commandant le plus décoré est Roshan Goonatilake (en) a sa tête de 2006 a 2011 est nommé Marshal of the Sri Lanka Air Force (en) en 2019.

## Déclaration de mission
L'objectif de la force aérienne du Sri Lanka est le suivant : « Mise en place d'une force aérienne de haute efficacité opérationnelle afin de préserver la souveraineté du Sri Lanka. »

## Organisation

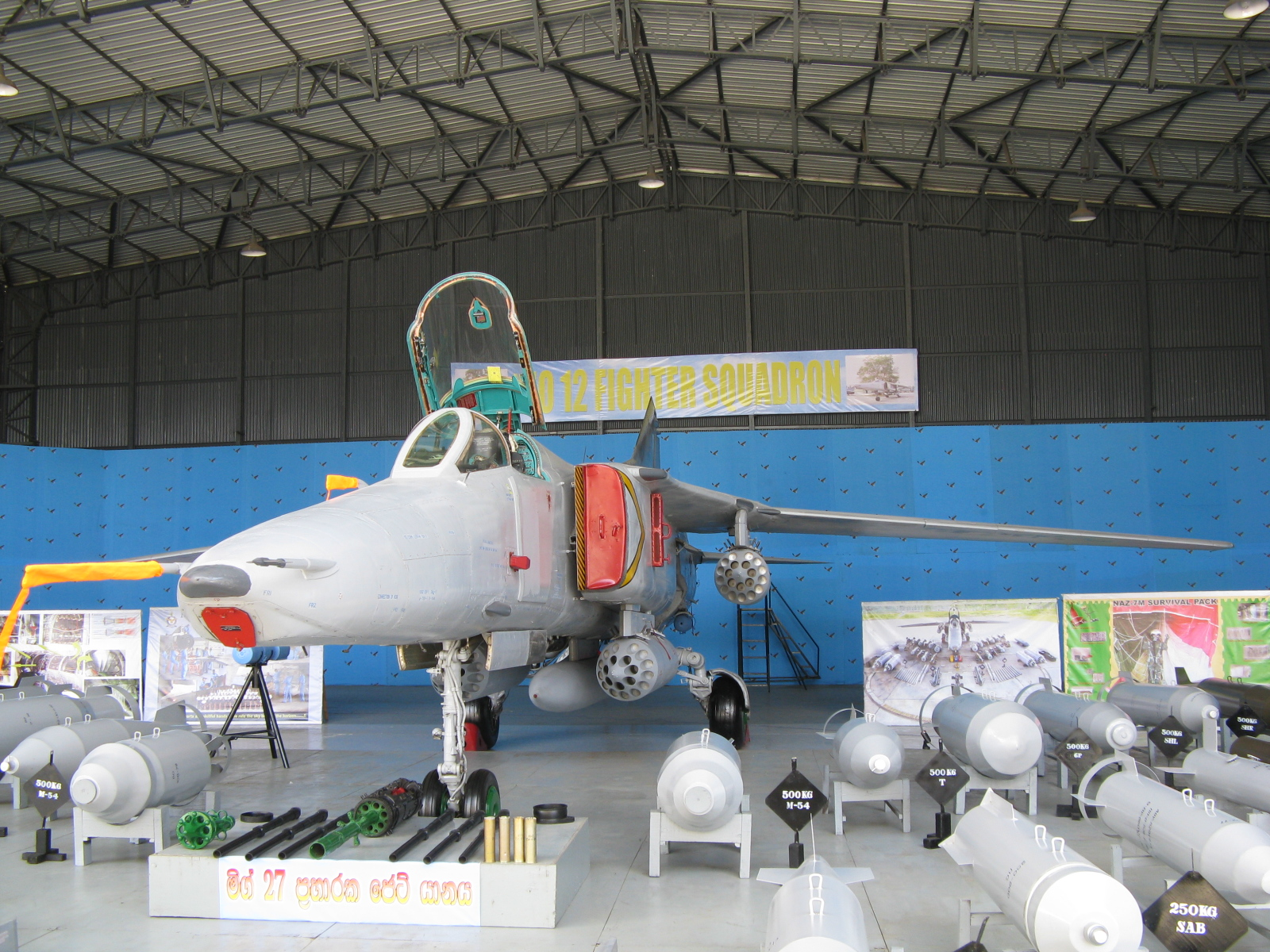
Un MiG-27 exposé en 2011.

Le commandant de la force aérienne relève directement du ministre de la Défense et exerce le contrôle opérationnel et administratif de l'armée. Il est assisté par le chef d'état-major qui est, en 2011, le maréchal Premachandra.
Elle dispose de 28 700 soldats et de plus de 200 aéronefs en 2011.

## Aéronefs
Les appareils en service en 2016 sont les suivants :
| Aéronefs                          | Origine            | Type                                        | En service      | Versions            | Notes |                 |
| Avion de chasse                   | Avion de chasse    | Avion de chasse                             | Avion de chasse | Avion de chasse     | Avion de chasse | Avion de chasse |
| --------------------------------- | ------------------ | ------------------------------------------- | --------------- | ------------------- | --- | --------------- |
| IAI Kfir                          | Israël             | Chasseur bombardier                         | 42              | C-2C-7TC-2          | Inactifs depuis mi-2017. 5 sont stockés en date de juin 2021 ou l'on annonce que Israel Aerospace Industries a obtenu un contrat de 50 millions de dollars pour les moderniser et réactiver. |                 |
| Mikoyan-Gourevitch MiG-27 Flogger | Union soviétique   | Avion d'attaque au sol                      | 6               | MiG-27M Flogger J2  | |                 |
| Chengdu F-7 Airguard              | Chine              | Avion de chasse Avion d'attaque au sol      | 341             | F-7BSF-7GSFT-7      | |                 |
| avions de transport               |                    |                                             |                 |                     | |                 |
| Lockheed C-130 Hercules           | États-Unis         | Avion de transport militaire                | 2               | C-130K (L-382)      | |                 |
| Antonov An-32                     | Union soviétique   | Avion de transport                          | 7               | An-32B              | |                 |
| Harbin Y-12                       | Chine              | Avion utilitaire/avion d'entraînement       | 72              | Y-12 (II)Y-12 (IV)  | |                 |
| Cessna 421 Golden Eagle           | États-Unis         | Avion de transport                          | 1               | 421C Golden Eagle   | |                 |
| Avion d'entraînement              |                    |                                             |                 |                     | |                 |
| Hongdu K-8 Karakorum              | Chine Pakistan     | Avion d'entraînement avancé                 | 7               |                     | |                 |
| Mikoyan-Gourevitch MiG-23         | Union soviétique   | Avion d'entraînement                        | 1               | MiG-23UB            | Utilisés pour entraîner les pilotes à voler sur Mikoyan-Gourevitch MiG-27 |                 |
| Nanchang CJ-6                     | Chine              | Avion d'entraînement                        | 7               | PT-6                | Remplacés par 6 autres en 2018. |                 |
| Cessna 150                        | États-Unis         | Avion d'entraînement                        | 6               | 150L                | |                 |
| Hélicoptère                       |                    |                                             |                 |                     | |                 |
| Mil Mi-24                         | Union soviétique   | Hélicoptère d'attaque                       | 632             | Mi-24PMi-24VMi-35V  | |                 |
| Mil Mi-17                         | Union soviétique   | Hélicoptère de transport                    | 104             | Mi-17 Hip HMi-171Sh | |                 |
| Bell 206 JetRanger                | États-Unis         | Hélicoptère utilitaire léger/d'entraînement | 2               | 206A206B            | |                 |
| Bell 212 Twin Huey                | États-Unis         | Hélicoptère de transport/EVASAN             | 8               |                     | |                 |
| Bell 412                          | États-Unis         | Hélicoptère de transport VIP                | 62              | 412 Twin Huey412EP  | |                 |
| Drone                             |                    |                                             |                 |                     | |                 |
| RQ-2 Pioneer                      | États-Unis/ Israël | Drone de reconnaissance                     | N/C             |                     | |                 |
| IAI Searcher                      | Israël             | Drone de reconnaissance                     | 2               | Searcher II         | |                 |
| IAI Scout                         | Israël             | Drone de reconnaissance                     | N/C             |                     | |                 |
| Blue Horizon 2                    | Israël             | Drone de reconnaissance                     | 2+              |                     | |                 |